# アフガニスタン地滑り災害

バダフシャーン州位置図

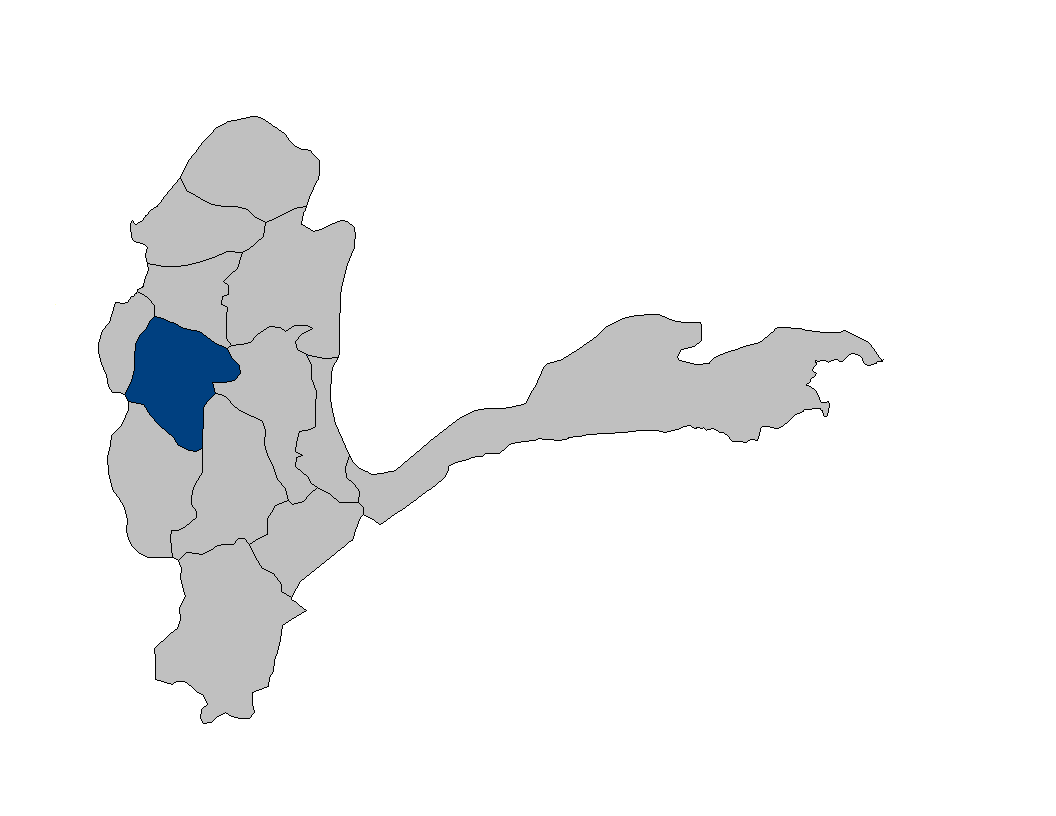
アルゴ地区位置図

アフガニスタン地滑り災害（アフガニスタンじすべりさいがい）は、2014年5月2日、アフガニスタン北東部バダフシャーン州で発生した大規模な地すべりによる災害である。

## 概要
土砂崩れは州都ファイザバードの西約30kmのアルゴ地区にあるアーブバリク村で発生した。約1週間にわたり大雨が続いていた、現地時間2日午前11時頃、大規模な地滑りが発生し、全村約1000世帯のうち約300世帯が土砂にのみ込まれた。その後、近隣の村から約600人が救助に駆け付けたが、再び発生した地滑りで生き埋めになったとみられている。

## その後の対応
翌日、捜索救助活動は打ち切られ、州知事は一帯を集団墓地とする考えを示した。5月7日、大統領ハーミド・カルザイが現地を訪れ、住民の不満を受けてすべての遺体を見つけ出すと方針転換した。
推定4000人以上の住民が家を追われることとなった。5日時点で、水・食料・テントなどの配給が不足しており、4-5世帯の家族が1つのテントで避難生活を送っている事例もある。また、谷底の川がせき止められてダム湖ができ、決壊の危険がある。